# Ministerio para la Transición Ecológica y el Reto Demográfico
El Ministerio para la Transición Ecológica y el Reto Demográfico (MITECO) de España, conocido en su primera etapa como Ministerio de Medio Ambiente, es el departamento de la Administración General del Estado responsable de la propuesta y ejecución de la política del Gobierno de la Nación en materia de aguas y costas, cambio climático, prevención de la contaminación, protección del patrimonio natural y de la biodiversidad, medio ambiente, montes, meteorología y climatología; así como la gestión directa del dominio público hidráulico de las cuencas intercomunitarias, y del dominio público marítimo-terrestre.
Asimismo, le corresponde la elaboración de la legislación estatal en materia de energía, el desarrollo de la política energética nacional, junto con las medidas destinadas a asegurar el abastecimiento energético, así como de garantizar una correcta regulación del sector y el análisis y seguimiento de los mercados energéticos, además de las competencias que corresponden a la Administración General del Estado en materia de minería, todo ello en el marco de la transición ecológica justa. A esto hay que añadir la elaboración y el desarrollo de la estrategia y la política del Gobierno frente al reto demográfico, así como la propuesta y ejecución de la política de lucha contra la despoblación.
Por último, se encarga de representar a España en los organismos internacionales correspondientes a todas estas materias, en coordinación con el Ministerio de Asuntos Exteriores, Unión Europea y Cooperación.
El ministerio se creó por primera vez en 1996, siendo una escisión del Ministerio de Obras Públicas, Transportes y Medio Ambiente (popularmente conocido como Ministerio de Fomento), aunque también asumió competencias de otros departamentos. Tal es así, que se acomodó en las instalaciones que ocupaban los servicios medioambientales del Ministerio de Obras Públicas, en Nuevos Ministerios. Se suprimió en 2008 y, con su restablecimiento en 2018, volvió a ocupar su sede original.

## Historia
Las políticas medioambientales han estado presenten en la administración española desde hace siglos, con normas como las Ordenanzas para la Conservación y el aumento de los Montes de la Marina y para el Aumento y Conservación de Montes y Plantíos (1748). Con la creación del Ministerio de la Gobernación (1812), este asume las competencias sobre conservación de la naturaleza, que pasan posteriormente al Ministerio de Fomento (1847) y ya en época más moderna sus competencias acaban repartidas entre los ministerios de Fomento y de Agricultura, principalmente.
A partir de los años 1970 se incorpora a la Administración el término «Medio Ambiente», primero mediante una Comisión Delegada del Gobierno (1972) para este asunto y posteriormente en un órgano de rango ministerial, como fue el Ministerio de Obras Públicas, Transportes y Medio Ambiente (1993).
Finalmente, siendo presidente del Gobierno José María Aznar, en 1996 funda el Ministerio de Medio Ambiente, departamento que unificó todas las competencias relacionadas, a saber:
- Del Ministerio de Obras Públicas asumió las responsabilidades medioambientales que ejercía a través de la Secretaría de Estado de Medio Ambiente y Vivienda.
- Del Ministerio de Agricultura, Pesca y Alimentación, las relativas a conservación de la naturaleza y parques nacionales.
- Del Ministerio de Industria y Energía, las relacionadas con medio ambiente, principalmente medio ambiente industrial.

Existió de forma ininterrumpida entre 1996 y 2008, cuando el presidente José Luis Rodríguez Zapatero integró estas competencias en el Departamento de Agricultura. Esto no fue revertido por su sucesor, Mariano Rajoy, pero sí por Pedro Sánchez en 2018.

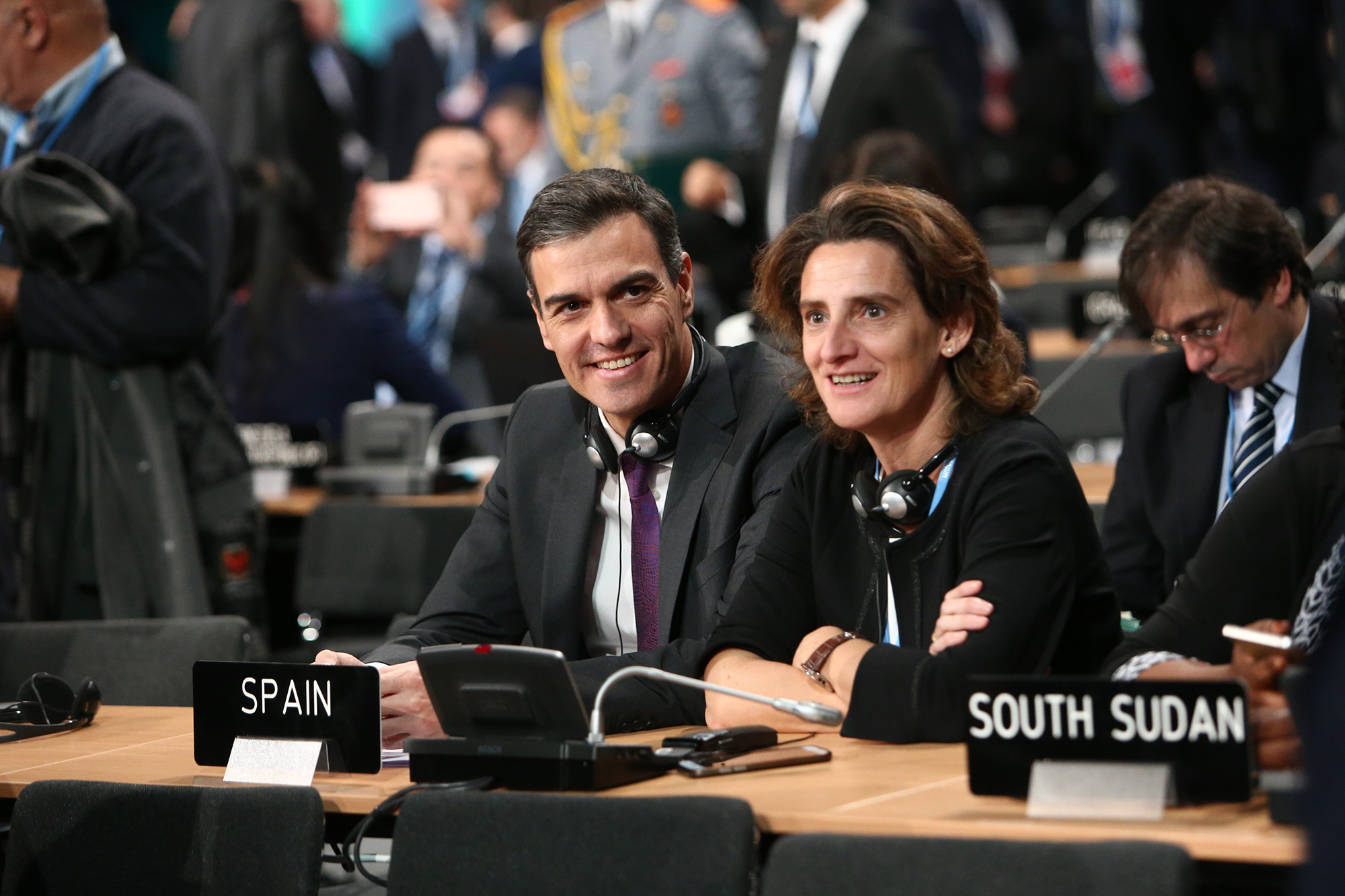
El presidente del Gobierno, Pedro Sánchez, y la ministra de Transición Ecológica, Teresa Ribera, en la Cumbre del Clima (COP24) de 2018.

En junio de 2018, Sánchez restableció el Ministerio, no sólo con sus tradicionales competencias medioambientales que desgajó de Agricultura, sino que además le confió la política energética que desde 2016 gestionaba el Ministerio de Energía, Turismo y Agenda Digital.
En este etapa se denominó Ministerio para la Transición Ecológica y el presidente del Gobierno justificó la creación de la cartera de Transición Ecológica por la necesidad de concentrar las políticas encaminadas a construir un futuro sostenible. En este sentido, con las responsabilidades sobre medio ambiente y energía en un solo departamento, se pretendió, entre otros objetivos, acelerar la descarbonización en España. El 1 de enero de 2019, prácticamente todas las minas de carbón de España fueron cerradas, aunque la importación de carbón no cesó.
En enero de 2020, al ministerio se incorporó la política forestal y también las competencias sobre los retos demográficos de España, siendo renombrado como Ministerio para la Transición Ecológica y el Reto Demográfico. A finales de 2023 se reorganizó el área de energía, al crearse una Dirección General de Planificación y Coordinación Energética.

## Estructura

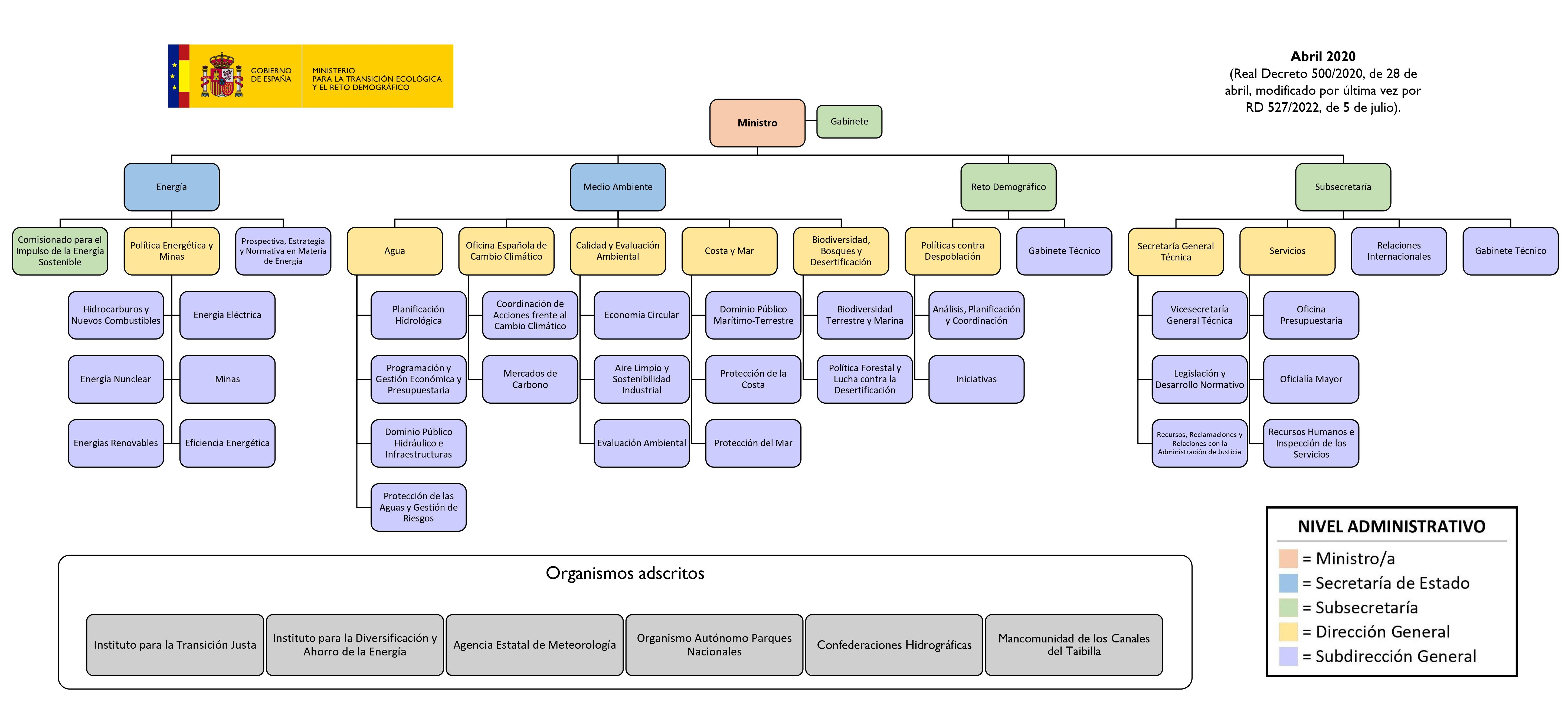
Organigrama del Ministerio de Transición Ecológica y el Reto Demográfico. Marzo de 2020.

El Ministerio para la Transición Ecológica y el Reto Demográfico se estructura en los siguientes órganos superiores y directivos (en negrita los directamente dependientes del ministro):
- La Secretaría de Estado de Energía.
  - La Dirección General de Política Energética y Minas.
  - La Dirección General de Planificación y Coordinación Energética.
- La Secretaría de Estado de Medio Ambiente.
  - La Dirección General del Agua.
  - La Oficina Española del Cambio Climático, con rango de Dirección General.
  - La Dirección General de Calidad y Evaluación Ambiental.
  - La Dirección General de la Costa y el Mar.
  - La Dirección General de Biodiversidad, Bosques y Desertificación.
- La Secretaría General para el Reto Demográfico.
  - La Dirección General de Políticas contra la Despoblación.
- La Subsecretaría para la Transición Ecológica y el Reto Demográfico.
  - La Secretaría General Técnica.
  - La Dirección General de Servicios.
  - La Subdirección General de Relaciones Internacionales.
- El Comisionado para las Energías Renovables, Hidrógeno y Almacenamiento, con rango de Subsecretaría.
- El Comisionado del Ciclo del Agua y Restauración de Ecosistemas, con rango de Subsecretaría.
- El Comisionado para la Economía Circular, con rango de Subsecretaría.

Como órgano de apoyo y asistencia inmediata, depende directamente de la vicepresidenta tercera del Gobierno y ministra para la Transición Ecológica y el Reto Demográfico un Gabinete, con rango de Subsecretaría.

### Adscripciones
A través de la Secretaría de Estado de Energía:
- El Instituto para la Transición Justa (ITJ).
  - La Fundación Ciudad de la Energía (CIUDEN).
- El Instituto para la Diversificación y Ahorro de la Energía (IDAE).
- El Fondo Nacional de Eficiencia Energética.
- La Empresa Nacional de Residuos Radiactivos (ENRESA), sobre la que ejerce tutela.
- La Corporación de Reservas Estratégicas de Productos Petrolíferos (CORES), sobre la que ejerce tutela.

A través de la Secretaría de Estado de Medio Ambiente:
- La Agencia Estatal de Meteorología (AEMET).
- El Fondo de Carbono para una Economía Sostenible.
- El Organismo Autónomo Parques Nacionales (OAPN).
- Las Confederaciones Hidrográficas.
- La Mancomunidad de los Canales del Taibilla (MCT).
- La Fundación Biodiversidad.

Las relaciones entre el Gobierno y el Consejo de Seguridad Nuclear (CSN) se hacen a través de este Ministerio. Asimismo, las relaciones entre el Gobierno y la Comisión Nacional de los Mercados y la Competencia (CNMC) en relación con la financiación del mercado eléctrico son gestionadas por este departamento, a través de la Secretaría de Estado competente.
Las Áreas Funcionales de Industria y Energía, integradas en las Delegaciones del Gobierno, ejercerán las funciones que tienen atribuidas normativamente en materia de energía y minas bajo la dependencia funcional de la Secretaría de Estado de Energía, de acuerdo con su ámbito competencial de actuación.

## Sede
El Ministerio de Medio Ambiente, o Ministerio para la Transición Ecológica, siempre ha tenido su sede en el edificio del complejo gubernamental de Nuevos Ministerios que da hacia la Plaza de San Juan de la Cruz. Esto es así porque cuando se creó en 1996, asumió principalmente toda el área competencial del Ministerio de Obras Públicas relativo a medio ambiente, que por aquel entonces gestionaba a través de la Secretaría de Estado de Medio Ambiente y Vivienda. Asimismo, este inmueble ha servido como sede de estos servicios cuando el departamento no ha existido de forma independiente.
Además de esta ubicación principal, los servicios de la Secretaría de Estado de Energía se ubican en el Complejo Cuzco, compartiendo edificio con el Ministerio de Industria.
Por último, la mayor parte de los organismos autónomos también se encuentran en Nuevos Ministerios, salvo las Confederaciones Hidrográficas y la Agencia Estatal de Meteorología, que cuentan con sedes propias.

## Parques Nacionales
Para la conservación de ciertos entornos naturales con excepcionales características, España posee una Red de Parques Nacionales. Esta red, compuesta en 2023 de 16 parques nacionales, integra «espacios naturales, de alto valor ecológico y cultural, poco transformados por la explotación o actividad humana que, en razón de la belleza de sus paisajes, la representatividad de sus ecosistemas o la singularidad de su flora, de su fauna, de su geología o de sus formaciones geomorfológicas, poseen unos valores ecológicos, estéticos, culturales, educativos y científicos destacados cuya conservación merece una atención preferente y se declara de interés general del Estado».

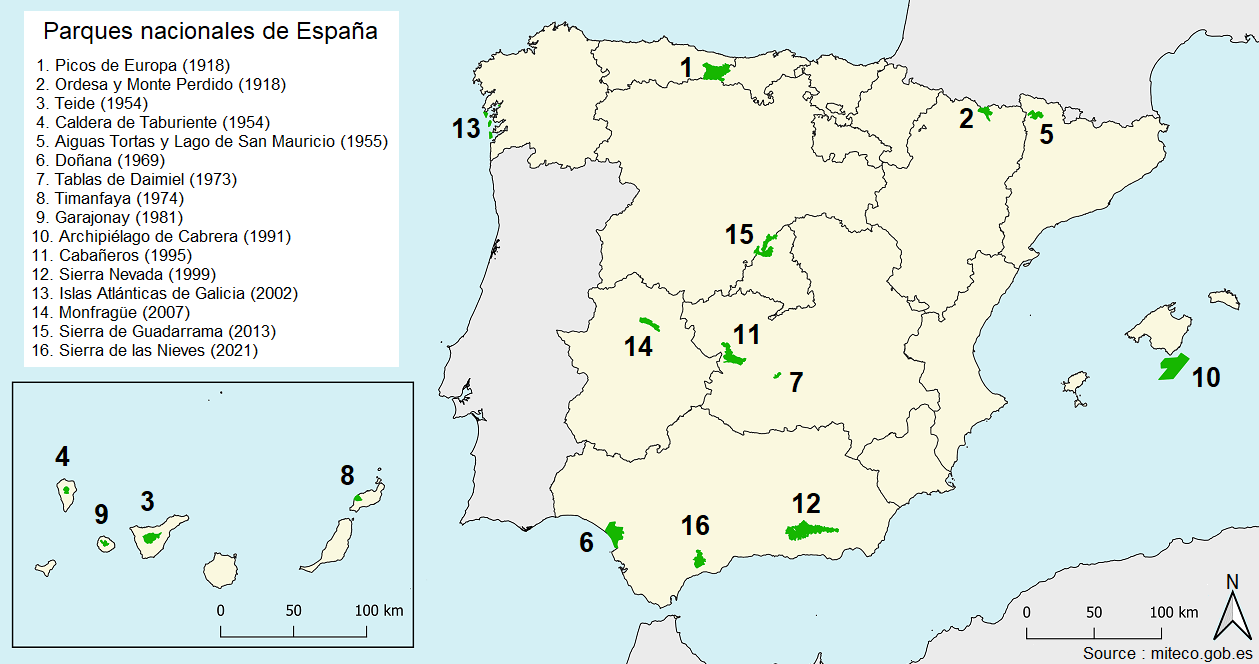
Red de Parques Nacionales de España. Actualizada con la incorporación en 2021 del Parque Nacional de la Sierra de las Nieves.

La gestión directa de los parques nacionales recae sobre las comunidades autónomas españolas, siendo confirmado este aspecto por el Tribunal Constitucional, que en 1995 consideró inconstitucional el carácter exclusivo que la Ley 4/1989, de 27 de marzo, de Conservación de los Espacios Naturales y de la Flora y Fauna Silvestres confirió a la gestión estatal de los parques. Otra sentencia de 2004 confirmó la exclusividad autonómica para la gestión de los parques, confirmando el papel del Estado como coordinador de la Red a través del Organismo Autónomo Parques Nacionales (OAPN).
La vigente Ley de Parques Nacionales recoge esta jurisprudencia constitucional, dando al Gobierno de España un papel coordinador y a las comunidades autónomas la gestión de los parques. Sin embargo, la ley prevé, en su artículo 22, la capacidad del Estado de intervenir un Parque Nacional si se constatara «un estado de conservación desfavorable y los mecanismos de coordinación no resultaren eficaces para garantizar su conservación», por lo que también tiene un papel de supervisor. Por último, únicamente el Estado, a través de una ley de las Cortes Generales, tiene la potestad para declarar un entorno natural como parque nacional, así como retirar esta condición.
La Red de Parques Nacionales alcanzó la cifra de 10 millones de visitantes en el año 2000, pasando a ser 15 millones en 2016 y alcanzando su máximo en 2017, con 15,51 millones de visitantes. Tras el mínimo de 9,3 millones registrado en 2020 como consecuencia de la pandemia de COVID-19, en 2023 se volvió a rebasar la cifra de los 15 millones.

### Reservas de la Biosfera
El OAPN también administra la Red Española de Reservas de la Biosfera (REBR). La REBR está integrada por las 53 reservas de la biosfera españolas designadas como tales por la Unesco, siendo la última en integrarse la Ribiera Sacra, Serras do Oribiio y Courel, ubicada en Galicia. Además de estas, España tiene otras reservas de la biosfera, pero no están tan protegidas ni cuentan con la coordinación y apoyo del OAPN.

## Brigadas de Refuerzo de Incendios Forestales
Dependen de este departamento las Brigadas de Refuerzo de Incendios Forestales (BRIF). Las BRIF son unidades de bomberos forestales pertenecientes a la empresa pública Tragsa que, desplegadas a lo largo del territorio nacional, tienen como objetivo prestar asistencia a las comunidades autónomas (administraciones competentes en esta materia, de acuerdo a la Ley de Montes) en la extinción de incendios forestales.
En la actualidad, el ministerio posee diez brigadas activas en verano y otras cinco en época invernal. Se crearon en 1992 a iniciativa del extinto Instituto para la Conservación de la Naturaleza (ICONA) con el asesoramiento del Servicio Forestal de los Estados Unidos, a través de sus «Hotshots crews».

## Titulares

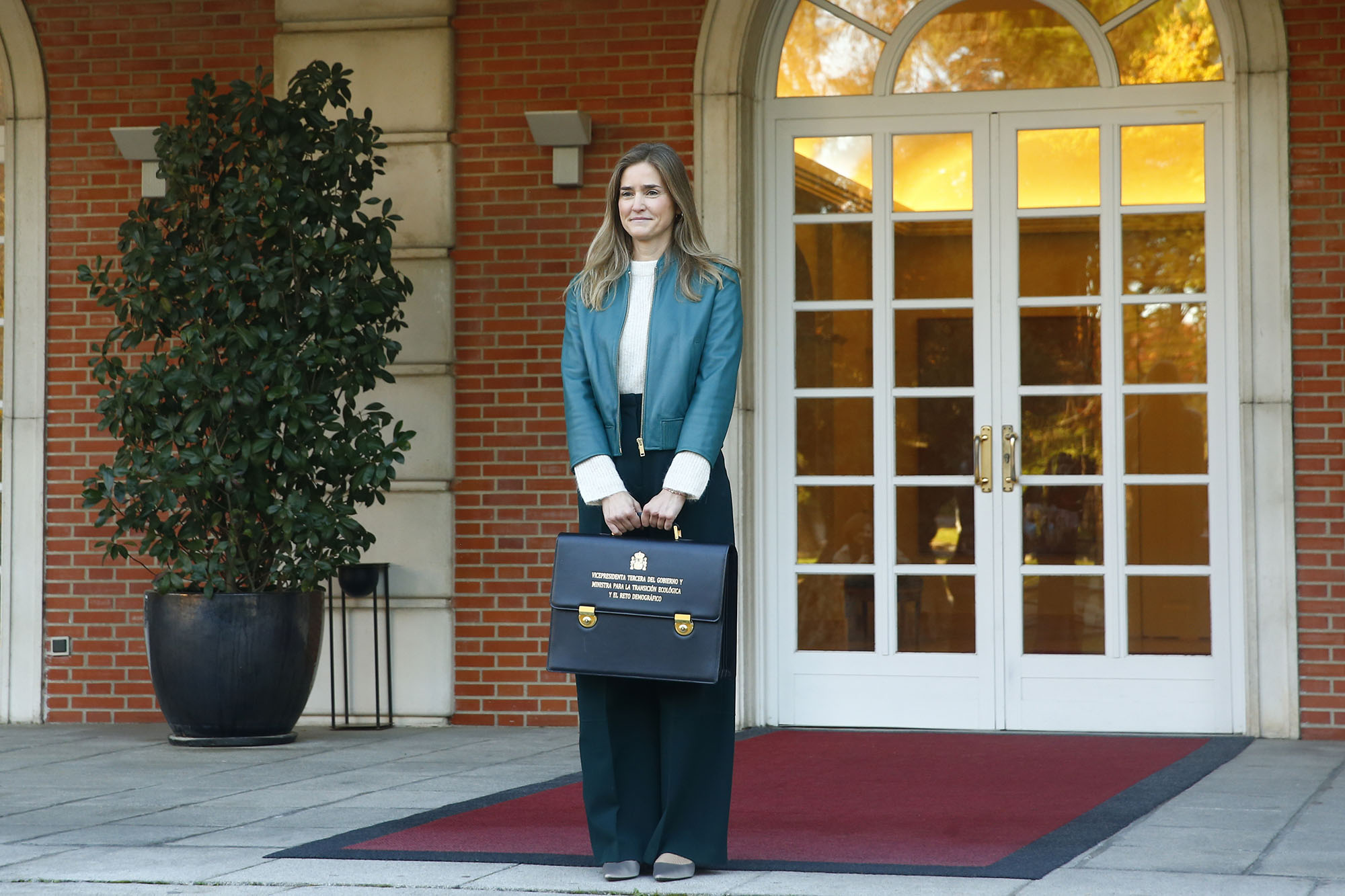
Sara Aagesen, ministra para la Transición Ecológica.

La figura del ministro de Medio Ambiente o ministro para la Transición Ecológica es una posición reciente dentro del Consejo de Ministros. Se creó a finales de los años 1990, como consecuencia de la creciente preocupación por este ámbito competencial; antes de su creación, estuvo ligada a los ministerios de Fomento y de Agricultura, así como entre 2008 y 2018, cuando sus competencias las asumió el ministro de Agricultura.
Este cargo ha existido durante un total de dieciocho años entre 1996 y 2008, y desde 2018. Seis personas han asumido la titularidad de la cartera, cinco mujeres y un hombre. De estos, la persona que más tiempo ha estado al frente de ella fue Teresa Ribera, con 6 años y 5 meses, mientras que la que menos ha sido Elvira Rodríguez, con 1 año y 1 mes entre 2003 y 2004.
La actual ministra para la Transición Ecológica y el Reto Demográfico es, desde el  25 de noviembre de 2025, la ingeniera química Sara Aagesen, que también ejerce como vicepresidenta tercera del Gobierno.

### Lista de ministros
| Imagen | Nombre (Nac.–Fall..)     | Mandato                 | Mandato                 | Mandato           | Partido | Partido | Presidente del Gobierno | Presidente del Gobierno                  | Monarca                   | Ref.          |
| Imagen | Nombre (Nac.–Fall..)     | Nombramiento            | Cese                    | Duración          | Partido | Partido | Presidente del Gobierno | Presidente del Gobierno                  | Monarca                   | Ref.          |
| --- | ------------------------ | ----------------------- | ----------------------- | ----------------- | ------- | ------- | ----------------------- | ---------------------------------------- | ------------------------- | ------------- |
| Ministro de Medio Ambiente (1996-2008)                                                                                  |                          |                         |                         |                   |         |         |                         |                                          |                           |               |
| | Isabel Tocino (1949-)    | 6 de mayo de 1996       | 28 de abril de 2000     | 3 años y 358 días |         | PP      |                         | José María Aznar (1996-2004)             | Juan Carlos I (1975-2014) | [ 27 ]        |
| | Jaume Matas (1956-)      | 28 de abril de 2000     | 3 de marzo de 2003      | 2 años y 309 días |         | PP      | [ 28 ]                  | José María Aznar (1996-2004)             | Juan Carlos I (1975-2014) |               |
| | Elvira Rodríguez (1949-) | 3 de marzo de 2003      | 18 de abril de 2004     | 1 año y 46 días   |         | PP      | [ 29 ]                  | José María Aznar (1996-2004)             | Juan Carlos I (1975-2014) |               |
| | Cristina Narbona (1951-) | 18 de abril de 2004     | 14 de abril de 2008     | 3 años y 362 días |         | PSOE    |                         | José Luis Rodríguez Zapatero (2004-2011) | Juan Carlos I (1975-2014) | [ 30 ] [ 31 ] |
| Cargo suprimido durante este intervalo.                                                                                 |                          |                         |                         |                   |         |         |                         |                                          |                           |               |
| Ministro para la Transición Ecológica (2018-2020) / Ministro para la Transición Ecológica y el Reto Demográfico (2020-) |                          |                         |                         |                   |         |         |                         |                                          |                           |               |
| | Teresa Ribera (1969-)    | 7 de junio de 2018      | 25 de noviembre de 2024 | 6 años y 171 días |         | PSOE    |                         | Pedro Sánchez (2018-presente)            | Felipe VI (2014-presente) | [ 33 ]        |
| | Sara Aagesen (1976-)     | 25 de noviembre de 2024 |                         | 223 días          |         | Indep.  | [ 34 ]                  | Pedro Sánchez (2018-presente)            | Felipe VI (2014-presente) |               |

## Presupuesto
Para el ejercicio 2024, el Departamento de Transición Ecológica tiene un presupuesto total consolidado de 8862 millones de euros. El grueso del presupuesto, 6 970 millones, son gestionados directamente por los órganos centrales del ministerio, mientras que 1 892 millones son gestionados por sus organismos públicos.
Las políticas energéticas del ministerio superan los 3 300 millones de euros, mientras que las hídricas abarcan más de 2 300 millones de euros y las de protección del medio ambiente exceden los 1 600 millones de euros. El resto del presupuesto financia políticas de despoblación, digitalización e infraestructuras.

### Evolución
En la siguiente tabla se muestran los presupuestos propios que ha tenido el departamento cuando ha sido un ministerio independiente. Desde los años 2000, únicamente lo ha sido en dos periodos: 2000-2011 y desde 2018.
| Gasto consolidado del Ministerio de Transición Ecológica desde 2002 Datos cada dos años, salvo el más reciente (en millones de euros) |
| |
| Fuente: Presupuestos Generales del Estado. Ministerio de Hacienda.                                                                    |

### Auditoría
Las cuentas del Ministerio, así como de sus organismos adscritos, son auditadas de forma interna por la Intervención General de la Administración del Estado (IGAE), a través de una Intervención Delegada en el propio Departamento. De forma externa, es el Tribunal de Cuentas el responsable de auditar el gasto.